# Adonisea regia
Adonisea regia là một loài bướm đêm trong họ Noctuidae.